# Deborah Feldman
Deborah Feldman er en amerikanskfødt tysk forfatter, der bor i Berlin, Tyskland. Hendes selvbiografi fra 2012, Uortodoks: Min vej ud af jødisk fundamentalisme, fortæller historien om hendes flugt fra et ultra-ortodokse samfund i Brooklyn, New York , og var grundlaget for Netflix-miniserien i 2020; Unorthodox.
Nyeste udgivelse: Judenfetisch, 2023

## Baggrund
Feldman voksede up, som med medlem af den hasidiske Satmar gruppe i Williamsburg, Brooklyn, New York City.